# Franz Liszt
Franz Liszt (madžarsko Liszt Ferenc, slovaško František List), madžarski skladatelj in pianist slovaškega rodu, * 22. oktober 1811, Doborjan (Raiding) pri Eisenstadtu, Madžarska, danes Avstrija, † 31. julij 1886, Bayreuth, Bavarska, Nemčija.
Liszt je utelešal ideal romantičnega virtuoza. Njegovo obvladovanje klavirja je mejilo na demonično. Ob njegovih nastopih so poslušalci padali v ekstazo, ženske so ga oboževale, mogočniki so se mu klanjali. V življenju je dosegel vse, kar si le lahko želi umetnik. Bil je v središču evropske romantike, prijateljeval je s kronanimi glavami in z damami iz visoke družbe, poznal pa je tudi največje duhove svojega časa. Njegov opus za klavir je velikanski. Poleg dveh klavirskih koncertov ter sonate obsega vrsto krajših skladb, etud, parafraz, variacij in intimnih glasbenih utrinkov. Poznan je tudi po svojih simfoničnih pesnitvah.
Izid dolgoletnega prijateljevanja s priležnico Marie d'Agoult so trije otroci (dve hčerki in sin), med njimi najbolj znana hči Cosima, ki se je sprva poročila z znamenitim Hansom von Bülowom, nato pa se zaljubila in tudi poročila z Richardom Wagnerjem.

## Življenjepis
Rodil se je slovaškima staršema v Raidnigu pri Sopronu (danes Avstrija). Njegov oče je bil pianist in je sanjal o tem, da bo njegov sin nekoč postal virtuoz. Liszt je namreč že kot otrok pokazal nagnjenost h glasbi in se je moral kljub slabemu zdravju učiti pod strogim očetovim nadzorom. Ko je bil star devet let, mu je nekaj ogrskih plemičev omogočilo študij glasbe na Dunaju.
Na Dunaju ga je poučeval nekdanji Beethovnov učenec Karl Czerny, nekaj časa pa tudi Antonio Salieri. Svoj prvi nastop je imel decembra leta 1822, ko je uspešno zaigral Hummlov koncert in navdušil z improvizacijami. Priznanja je bil deležen tudi od Beethovna. Naslednje leto, po koncu turneje, ga je oče odpeljal v Pariz in ga skušal vpisati na konservatorij, a mu ni uspelo. Med študijem je Liszt napisal opero v enem dejanju: Don Sancho ali Grad ljubezni (Don Sanche ou Le Château d'amour), ki je bila prvič uprizorjena oktobra 1824 v Parizu. Leta 1826 je objavil niz prvih dvanajstih etud, navdih zanje pa je našel v Bachovi glasbi.
Kot mladostnik je začel sodelovati v pariškem političnem in kulturnem življenju 19. stoletja in napisal Revolucionarno simfonijo, postal pa je tudi Berliozov, Chopinov prijatelj. Ko je leta 1832 videl Paganinija, ga je njegova virtuoznost tako navdušila, da se je tudi on odločil postati virtuoz in je pri igranju klavirja vpeljal številne tehnične novosti. Berlioz, Paganini in Liszt so v tistem času začeli moderno glasbeno dobo, s katero so odkrivali nove zmožnosti instrumentov in dajali zvoku novo podobo.
Leta 1835 je grofica Marie d'Agoult zaradi Liszta zapustila moža in živela z Lisztom do leta 1844. Medtem so se jima rodili: dve hčerki in sin.
Liszt je koncertiral po vsej Evropi. Med letoma 1839 in 1841 je spoznal Mendelssohna, Schuberta in Wagnerja. Marie d'Agoult ga je spodbujala h komponiranju in napisal je skladbi Popotnikov album (Album d'un voyageur) in Leta romanja (Annes de Pèlerinage). Zaradi nesoglasij z grofico in nenehnih mondenih prireditev, je pozneje odpotoval v Anglijo, kjer je doživel neverjeten koncert: poslušalo ga je le deset ljudi. V naslednjih dveh mesecih je imel v Berlinu 21 koncertov. Leta 1842 je bil imenovan za kapelnika v Weimarju.
Ko je na turneji v Nizkih Pirenejih srečal svojo nekdanjo ljubezen, je nastal eden njegovih najlepših samospevov - Rad bi izginil v mraku. Leta 1848 je ob posebni priložnosti napisal Kantato za otvoritev Beethovnovega spomenika v Bonnu (Festkantate zur Enthüllung des Beethoven-Denkmals in Bonn). Liszt je občinstvo navduševal tudi s tem, da je dirigiral brez paličice in igral klavir brez partiture. V Weimarju je delala še trinajst let.
Leta 1847 je na turneji po Rusiji spoznal Caroline de Sayn-Wittgenstein, Poljakino, energično in ukazovalno žensko. V Weimarju je dirigiral Wagnerjevega Tannhäuserja in Lohengrina, Schumannovega Manfreda ter kot pianist sodeloval na festivalu posvečenem Berliozu. Septembra 1857, ob odkritju Goethe-Schillerjevega spomenika v Weimarju, je Liszt izvedel premierno njegovo simfonijo Faust in simfonično pesnitev Die ideale. V tem času je postala Lisztova hči Cosima Wagnerjeva prijateljica. Lisztov gmotni položaj se je kljub delu slabšal. Ljubosumna princesa Caroline je bila vzrok, da so ga zapuščali nekdanji oboževalci in ga na koncertu decembra 1858 celo izžvižgali. 15. December 1858 je prenehal z dirigiranjem v Weimarju.
V Weimarju je Liszt deloval tudi kot vpliven učitelj. Med njegovimi učenci so bili: Hans von Bülow, Emil von Sauer, Wendelin Weißheimer, Carl Tausig, Franz Bendel, Peter Cornelius, Hans Bronsart in njegova bodoča žena Ingeborg Stark, Karl Klindworth, Julius Reubke, Rudolph Viole, Joseph White, Antal Siposs in mnogi drugi.
Po bivanju v Rimu, ko se ni mogel poročiti s princeso Caroline, ki se ji ni posrečilo ločiti od moža, se je umaknil v samostan Madonna del Rosario na Monte Mario. Tam ga je obiskal papež Pij IX. Leta 1865 je prejel nižje redove. Postal je menih in začel znova potovati. Ko je prišel v Budimpešto, je z Madžarskimi rapsodijami požel veliko zmagoslavje. V Parizu so njegovo mašo sprejeli precej mlačno. Vrnil se je v Weimar, kjer je bil dejaven na Weimarskem festivalu.
Pred nadlegovanjem zaljubljene Rusinje Janine je pobegnil v vilo d'Este v Tivoli. V Italiji je leta 1879 postal kanonik v Albanu. Leta 1885 se je kljub slabemu zdravju posvetil gostovanjem in obiskal vso Evropo in navduševal poslušalstvo.
Franz Liszt je umrl 31. julija 1886 kot frančiškan, pokopan je v Bayreuthu, nedaleč od Wagnerja.

## Delo
Liszt je bil pionir simfoničih pesnitev za orkester - programskih del, ki pripovedujejo zgodbo na dramatičen način, npr. Mazeppa, ali se dotikajo filozofskih tem, npr. Preludiji (Les Préludes). Velik vpliv Italije na njegova dela se odraža v Petrarkovih sonetih, Po branju Danteja, Svatbi, Zamišljenemu, Utehah, Poetičnih in verskih harmonijah in 19-ih Madžarskih rapsodijah (Rhapsodies hongrosies). Znana so tudi naslednja dela: Prometej, Tassa, Tožba in zmagoslavje, Orfej, Hamlet in simfoniji Faust in Dante.
Dela za klavir in orkester, koncerti in variacije na Dies Irae so vedno zbujale pozornost.
Liszt je napisal:
- 123 klavirskih del
- 77 pesmi s klavirsko spremljavo
- 65 cerkvenih zborovskih skladb
- 28 posvetnih zborovskih skladb
- 11 orgelskih skladb
- 1 opero
- 25 orkestralnih skladb (Dantejeva simfonija, Simfonija Faust, cikel 12 simfoničnih pesnitev in nekaj koračnic)
- 7 del za klavir in orkester
- 9 komornih koncertov
- 5 melodram
- 335 priredb in transkripcij
- 17 nedokončanih del

Literarna dela »Zbrani spisi« Franza Liszta je Lina Ramann prvič objavila v šestih zvezkih leta 1883 v Leipzigu. Poleg esejev in potovalnih zapiskov je zanimiva Chopinova biografija (1850–1851), katere je bil soavtor s princeso Carolyne von Sayn-Wittgenstein. Objavljena so njegova številna pisma oziroma korespondenca z Richardom Wagnerjem, Hansom von Bülowom, materjo Anno in velikim vojvodom Carlom Alexandrom.

## Spominska obeležja
V Raidingu, Weimarju, Budimpešti in Bayreuthu so muzeji posvečeni življenju in delu Franza Liszta. V teh in drugih krajih so tudi spomeniki.
Ob 150. letnici rojstva Liszta leta 1913 so Dunajsko Landstraße (3. Bezirk) preimenovali v Lisztgasse.
V čast Franza Liszta je bila leta 1925 v Budimpešti Akademija za glasbo preimenovana v Akademijo Franza Liszta.
V marcu 2011 je bilo mednarodno letališče Budimpešta preimenovano v Letališče Budimpešta - Ferenc Liszt.
Leto 2011 je bil ob 200. rojstnem dnevu Franza Liszta izdan nemški srebrni spominski kovanec za 10 Euro.
Leta 2006 so otvorili Lisztov center v Raidingu. Je sodobno koncertno poslopje tik zraven zgodovinske rojstne hiše v katerem se vsako leto odvija Lisztov festival.
S skodlami pokrita rojstna hiša je od leta 1951 je muzej. Obiskovalci dobijo v njej vpogled v življenje in delo komponista. Poleg številnih fotografij, notnega materiala in Lisztove posmrtne maske iz Bayreuta, je tukaj tudi Erardov klavir na katerega je igral Liszt.
Vsako leto se konec oktobra v Bayreuthu odvija pianistično tekmovanje Franza Liszta.
Leta 2011 ob 200. obletnici rojstva Franza Liszta so Madžari 22. oktober razglasili za svetovni dan Franza Liszta.[]
3910 Liszt (1988 SF) je asteroid glavnega pasu, ki so ga odkrili 16. septembra 1988 v observatoriju EW Elst v Haute-Provence. Ime je dobil po madžarskem skladatelju Ferencu Lisztu.

## Glasbene datoteke
- Imate z zagonom datotek težave? Poskusite si pomagati s pomočjo za predstavnostno gradivo.